# Tessa (rappeuse)
Pour les articles homonymes, voir Tessa.
Theresa Ann Fallesen, plus connue sous son nom de scène Tessa, née le 8 septembre 1997 à Hundige (en) dans la municipalité de Greve (département de Roskilde), est une rappeuse danoise.

## Biographie
Tessa naît le 8 septembre 1997 dans la municipalité de Greve, sur l'île de Zélande. Alors qu'elle a 9 ans, on diagnostique à sa mère un cancer du sein, ce qui pousse la famille à s'installer à Nørreby sur l'île de Fionie pour y trouver plus de tranquillité. La jeune Tessa subit alors le harcèlement dans sa nouvelle école. Appelée « Tessa » par sa mère depuis sa petite enfance, elle ne prend connaissance de son civil qu'à l'adolescence. Durant son adolescence, elle se laisse inspirer par les rappeuses Natasja et Nicki Minaj et apprend l'anglais en reprenant des morceaux de rap américain. En 2012, alors âgée de 15 ans, Tessa commet un vol à l'étalage à Odense. Elle part ensuite retrouver son père à Copenhague, avec qui elle emménage dans le quartier d'Askerød de sa ville natale. Elle commet un nouveau vol dans un centre commercial à Malmö, avant de quitter son père pour aller vivre dans la rue. Tessa est sans domicile fixe à Copenhague durant environ un an et demi ; elle survit grâce à quelques vols et à l'aide de plusieurs amis. À l'âge de 16 ans, elle est embauchée par une entreprise de nettoyage et acquiert un appartement. Durant sa vie dans les rues de Copenhague, elle se met à apprécier la musique du groupe de hip-hop danois Kaliber (en) et entre en contact avec Livid, un des rappeurs du groupe, via le réseau social Instagram. Sur son profil Instagram, celui-ci regarde les vidéos de Tessa reprenant divers morceaux de rap, dont ceux de Nicki Minaj. Début 2019, il l'invite à se joindre à son programme Urban Grrls, qui vise à faire émerger de nouveaux talents féminins de musique urbaine. Tessa fait partie des 25 artistes sélectionnées pour êtres entraînés par les artistes Karen Mukupa (da), Lucy Love (da) et Livid lui-même. Au cours du programme, Tessa signe un contrat d'association avec Livid, qui devient alors son agent.
Le 15 avril 2019, Tessa enregistre son premier freestyle accompagné d'une vidéo, qui deviennent virales sur Instagram. Elle accroît sa visibilité grâce à d'autres freestyle publiés sur le réseau social et attire l'attention des labels Sony Music, Warner Music Group et Universal Music Denmark. Après plusieurs jours de négociations, elle signe un contrat avec Universal et Artcore Records.

## Carrière musicale
Tessa publie son premier single Snakker for Lidt en juin 2019. Peu après, elle effectue son premier concert lors du programme d'ouverture du festival de Roskilde,. En septembre 2019, elle fait paraître son deuxième single, intitulé Okay et accompagné de son premier clip vidéo. Le 15 septembre, elle assure la première partie du concert du rappeur américain Machine Gun Kelly à la Vega (da) de Copenhague. En octobre 2019, elle fait paraître son single Ben, qui est écouté plus de 9 millions de fois sur Spotify et est de ce fait récompensé d'un disque de platine au Danemark. Le magazine Soudvenue classe le single parmi les « 25 chansons danoises de l'année ». Pendant le confinement lié à la pandémie de Covid-19 en 2020, Tessa fait paraître les singles Glo på mig, Så'n der, Bål et Ghetto Fabulous ; la même année, la chaîne de télévision DR diffuse la mini-série série documentaire Tessas hævn, qui raconte l'ascension de la jeune rappeuse. La série en quatre épisodes est diffusée à partir du 17 mai. En décembre 2020, Tessa publie le single Blæstegnen, interprété en collaboration avec le rappeur Orgi-E (da), où elle rend hommage à la banlieue copenhaguoise de Vestegnen (en). La chanson se fait connaître pour son clip vidéo dans lequel apparaît l'ancienne Première ministre Helle Thorning-Schmidt.
Lors de la cérémonie des Danish Music Awards 2020 (en), Tessa décroche le prix du « Nouveau nom de l'année », en plus d'être nommée dans les catégories « Auteur-compositeur de l'année » et « Hit des streams danois de l'année » pour son single Ben. Elle est en outre nommée dans la catégorie « Artiste solo danois de l'année ». Plus tôt dans l'année, elle remporte le prix du « Nouveau nom de l'année » aux Zulu Awards 2020 (da). Lors de la cérémonie des The Voice Radio Awards 2020, diffusée en direct sur la station de radio The Voice (en), Tessa décroche les trois prix pour lesquels elle a été nommée, à savoir « Personnalité inspirante de l'année », « Artiste danoise de l'année sur les plateformes de streaming », ainsi que le prix principal « The Voice Award » tant convoité. Le 1er janvier 2021, elle prononce le discours annuel du Nouvel An du programme d'information Deadline sur la chaîne DR2. Elle y dénonce notamment le sexisme dans le monde de la musique et fait référence au mouvement #MeToo ; ce discours fait écho à la dénonciation du harcèlement sexiste par la présentatrice Sofie Linde lors du Zulu Comedy Gala 2020.
Début juillet 2021, Tessa se produit au festival de Roskilde pour la deuxième fois, tandis qu'elle effectue ses premiers concerts en tant que tête d'affiche à l'automne suivant. Le 14 novembre 2021, elle est sacrée Meilleure artiste nordique lors des MTV Europe Music Awards 2021 à Budapest, une première pour une artiste danoise. Le samedi suivant, elle reçoit le Danish Music Award de la Révélation livre de l'année. En outre, la branche danoise de la Fédération internationale de l'industrie phonographique lui décerne quatre disques d'or et de platine supplémentaires, correspondant à 540 000 unités certifiées. Au total, elle parvient à placer 11 autres morceaux dans le top 10 danois en quatre ans.
En 2021, Tessa et son agent sont approchés par l'équipe de la rappeuse américaine Cardi B, qui lui proposent d'écrire une chanson pour elle. Par loyauté envers Nicki Minaj, Tessa et Livid refusent la proposition. Peu de temps après, ils déclinent pour les mêmes raisons une offre similaire venue du duo américain City Girls.
Début 2022, Tessa publie un court morceau d'une minute, dans lequel elle attaque violemment le musicien Thomas Blachman (en), en réponse à une remarque offensante qu'il a formulée à son encontre l'année précédente. En mai 2023, Tessa fait paraître son premier album intitulé Tessas Hævn. Y figurent notamment le titre Engletårer, dans lequel la rappeuse raconte les agressions sexuelles répétées qu'elle a subies durant son adolescence.
En mars 2024, la chaîne de télévision publique TV 2 annonce que Tessa fera ses débuts en tant qu'actrice dans la série de fiction SOSU, où elle interprètera le rôle principal de la jeune Sille aux côtés d'Iben Hjejle, Zaki Nobel Mehabil, Lars Ranthe et Stephanie León (da). La série devrait être diffusée à partir de 2026.

## Discographie

### Albums studio
| Titre                    | Détails                                                                                       | Meilleure position | Certifications |
| Titre                    | Détails                                                                                       | Dan.               | Certifications |
| ------------------------ | --------------------------------------------------------------------------------------------- | ------------------ | -------------- |
| Tessas Hævn              | - Date de sortie : 26 mai 2023 - Label: Universal - Format : CD, téléchargement numérique     | 3                  | Dan. : Or      |
| Tessas Hævn (Igen Bitch) | - Date de sortie : 7 juillet 2023 - Label : Universal - Format : CD, téléchargement numérique | 9                  |                |

### Singles
| Année | Titre | Meilleure position | Certifications     | Album                    |
| Année | Titre | Dan.               | Certifications     | Album                    |
| ----- | --- | ------------------ | ------------------ | ------------------------ |
| 2019  | Snakker For Meget | —                  |                    |                          |
| 2019  | Okay | 25                 |                    |                          |
| 2019  | Ben | 5                  | Dan. : 3 × Platine |                          |
| 2020  | Sjakalina | 7                  | Dan. : Platine     |                          |
| 2020  | Vil Du Med (Suspekt feat. Tessa)                                                                                      | 3                  |                    |                          |
| 2020  | Så'n der | 3                  |                    |                          |
| 2020  | Tættere end vi tror (P3 feat. Tessa, Lukas Graham, Mads Langer, Jada, Benjamin Hav, Christopher, Clara & Don Stefano) | 1                  | Dan. : Platine     |                          |
| 2020  | Glo på mig | 8                  |                    |                          |
| 2020  | Bål | 9                  |                    |                          |
| 2020  | Ghetto Fabulous | 8                  |                    |                          |
| 2020  | Til Banken (Natasja x Tessa x Karen Mukupa)                                                                           | 4                  | Dan. : 2 × Platine |                          |
| 2020  | Blæstegnen (feat. Orgi-E)                                                                                             | 11                 |                    |                          |
| 2021  | Mums | 5                  |                    |                          |
| 2021  | Luftkys (Burhan G feat. Tessa)                                                                                        | 34                 |                    |                          |
| 2022  | Engangspik | 5                  | Dan. : Or          |                          |
| 2022  | TCM | 35                 |                    |                          |
| 2023  | BETALT (ft. Lamin & Benny Jamz)                                                                                       | 19                 |                    | Tessas Hævn              |
| 2023  | Ding Dong | 33                 |                    | Tessas Hævn              |
| 2023  | Hvor som helst | 10                 | Dan. : Or          | Tessas Hævn (Igen Bitch) |